# Austrodecus sinuatum
Austrodecus sinuatum là một loài nhện biển trong họ Austrodecidae. Loài này thuộc chi Austrodecus. Austrodecus sinuatum được miêu tả khoa học năm 1957 bởi Stock.